# Гіменокаліс
Гіменока́ліс (Hymenocallis) — рід багаторічних рослин родини амарилісових, що налічує 65 видів. Усі його представники мають американське походження, серед них є багато вузьких ендеміків. Деякі види вирощують як декоративні, а також розглядають як перспективні лікарські рослини.

## Назва
Назва роду утворена від грецьких слів ὑμήν — «гімен», або в ширшому сенсі «мембрана», та καλός — «красивий». Вона відображує специфічну будову квіток гіменокалісів, у яких широкі плоскі тичинки утворюють лійкоподібну чашечку при основі пелюсток. Незвична форма квіток, химерна і витончена водночас, зумовила й поширену в аматорській літературі народну назву — павуко́ві лі́лії.

## Опис

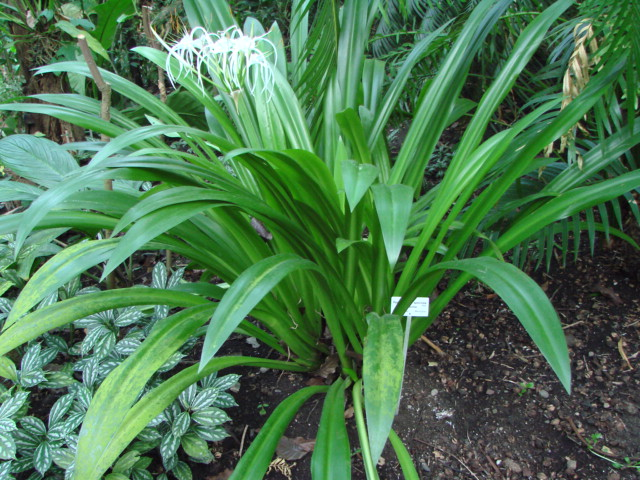
Листя Hymenocallis speciosa

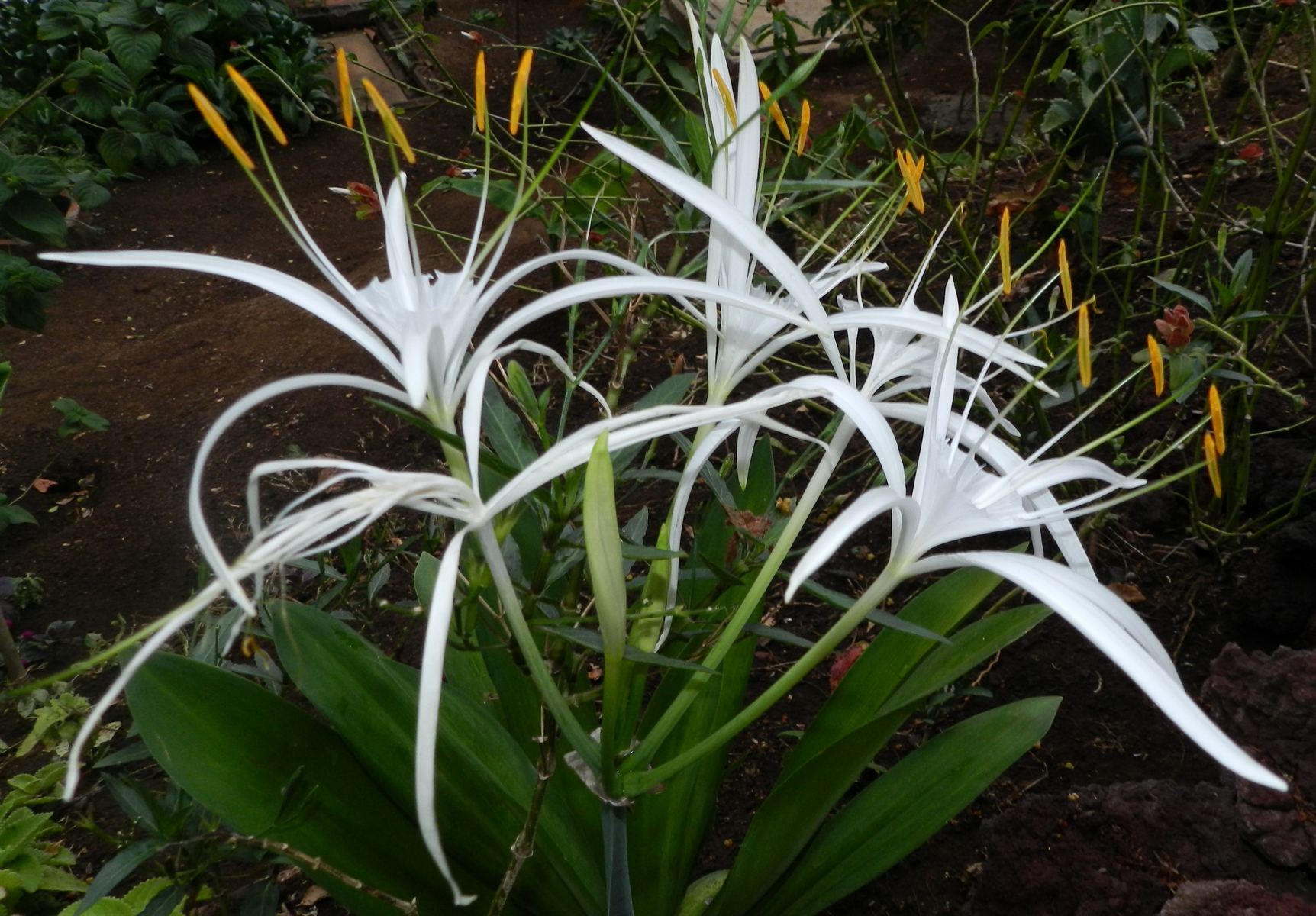
Суцвіття Hymenocallis littoralis

Трав'янисті рослини заввишки 40-70 см. Деякі представники роду вічнозелені, а деякі — листопадні з вираженим періодом спокою, під час якого листки всихають. Бульбоцибулини вкриті коричневими лусками, великі, кулясті або еліптичні, у верхній частині видовжені в «шийку», утворену основами листкових піхов. Стебла відсутні. Листків від 2 до 16 штук, вони м'які, ремнеподібні або ланцетні, жолобчасті, загострені, цілокраї, з гладкою, лискучою поверхнею, яскраво- або темно-зелені, зібрані в прикореневу розетку, як правило, сидячі, рідше — короткочерешкові.
Квітконос прямостоячий, голий і гладкий, міцний, такого ж кольору, як і листя. Запашні квітки розташовані на кінцях квітконосів поодинці або в зібрані в негусті зонтики по 2-16 штук. Приквітки (2-3 штуки) ланцетні, трикутні. Оцвітина шестичленна, актиноморфна, біла, рідше — жовтувата. Пелюстки дуже довгі, вузьколанцетні, при повному розкритті квітки стирчать вбоки або загинаються вниз. Тичинок 6, вони значно коротші за пелюстки і зростаються між собою широкими плоскими тичинковими нитками, які утворюють при основі пелюсток лійкоподібну чашечку. Як правило, її колір збігається з кольором пелюсток. Пиляки довгасті, з жовтим або помаранчевим пилком. Зав'язь куляста, яйцеподібна або грушоподібна, тригнізда. Стовпчик ниткоподібний, довший за тичинки. Приймочки голівчасті. Плід — велика видовжена коробочка. Насінини великі, темно-зелені, соковиті.

## Хімічний склад
Бульбоцибулини містять ряд алкалоїдів, найвідомішим з яких є лікорин, вперше виділений у 1920 році. Пізніше виявили фенантридон (стара назва «панкратістатин»). Обидві речовини мають виражену противірусну та цитостатичну дію. Дослідження показали, що вони дієві при лікуванні жовтої гарячки, японського енцефаліту, багатьох форм злоякісних пухлин, зокрема, меланоми, раку мозку, товстої кишки, нирок, легені. Водночас, наявність алкалоїдів надає гіменокалісам помірної отруйності, при вживанні бульбоцибулин можлива поява проносу, нудоти, блювоту.

## Екологія та поширення

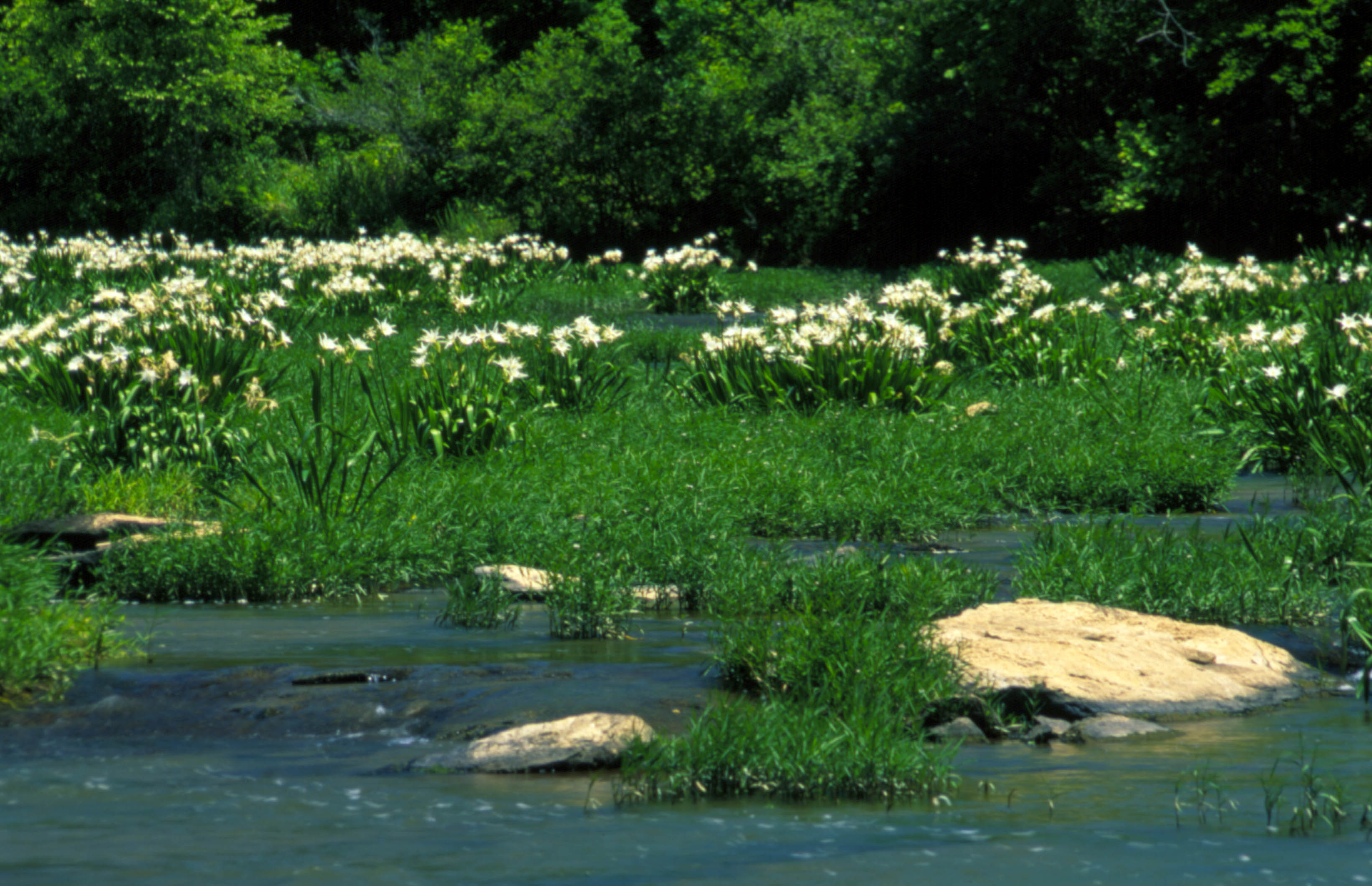
Hymenocallis coronaria у природному середовищі

В природі гіменокаліси займають різні екологічні ніші. Серед цих рослин можна знайти види світло- та тіньолюбні, такі, що ростуть у посушливих місцях та види, що зростають зануреними у воду на мілководдях. Так само різноманітні вимоги цих рослин до хімічного складу ґрунтів, pH яких може коливатися від лужного до кислого. Але загальною рисою усіх представників роду є теплолюбність. Усі без винятку гіменокаліси не витримують приморозків і можуть рости лише в тропіках або у закритому ґрунті.
До особливостей цих рослин також слід віднести відносно повільне проростання насіння. В залежності від виду воно може тривати від 1 до 4 місяців.
Центром видового розмаїття гіменокалісів є Центральна Америка та острови Карибського басейну. Крім того, ці рослини зростають на півночі Південної Америки (в Бразилії, Венесуелі, Еквадорі, Гаяні), а також в субтропічних районах Північної Америки — у Мексиці та південних штатах США аж до пониззя Міссісіпі.

## Застосування
Серед представників роду близько 15 видів вирощують як декоративні, але найбільшого поширення набули гіменокаліс ранній та Hymenocallis littoralis. В тропічному та субтропічному поясі їх вирощують у садках, на газонах, біля жител, де вони утворюють ефектні бордюри або клумби. В помірному кліматі гіменокаліси вирощують в оранжереях чи горщиках, як кімнатну культуру.
Також досліджується можливість вирощування цих рослин задля отримання фармакологічної сировини.

## Систематика
Рід вперше описаний Річардом Солсбері в 1812 році. До нього віднесли рослини, що раніше входили до роду Pancratium. Відомі такі синоніми родової назви:
- Liriopsis Rchb. (1828)
- Choretis Herb. (1837)
- Nemepiodon Raf. (1838)
- Siphotoma Raf. (1838)
- Tomodon Raf. (1838)
- Troxistemon (1838)

## Види
| - Hymenocallis acutifolia (Herb. ex Sims) Sweet - Hymenocallis araniflora T.M.Howard - Hymenocallis arenicola Northr. - Hymenocallis astrostephana T.M.Howard - Hymenocallis azteciana Traub - Hymenocallis baumlii Ravenna - Hymenocallis bolivariana Traub - Hymenocallis caribaea (L.) Herb. - Hymenocallis choctawensis Traub - Hymenocallis choretis Hemsl. - Hymenocallis cleo Ravenna - Hymenocallis clivorum Laferr. - Hymenocallis concinna Baker - Hymenocallis cordifolia Micheli - Hymenocallis coronaria (Leconte) Kunth - Hymenocallis crassifolia Herb. - Hymenocallis durangoensis T.M.Howard - Hymenocallis duvalensis Traub ex Laferr. - Hymenocallis eucharidifolia Baker - Hymenocallis × festalis — гіменокаліс ранній - Hymenocallis fragrans (Salisb.) Salisb. - Hymenocallis franklinensis Ger.L.Sm. | - Hymenocallis gholsonii G.Lom.Sm. & Garland - Hymenocallis glauca (Zucc.) M.Roem. - Hymenocallis godfreyi G.L.Sm. & Darst - Hymenocallis graminifolia Greenm. - Hymenocallis guatemalensis Traub - Hymenocallis guerreroensis T.M.Howard - Hymenocallis harrisiana Herb. - Hymenocallis henryae Traub - Hymenocallis howardii Bauml - Hymenocallis imperialis T.M.Howard - Hymenocallis incaica Ravenna - Hymenocallis jaliscensis M.E.Jones - Hymenocallis latifolia (Mill.) M.Roem. - Hymenocallis leavenworthii (Standl. & Steyerm.) Bauml - Hymenocallis lehmilleri T.M.Howard - Hymenocallis limaensis Traub - Hymenocallis liriosme (Raf.) Shinners - Hymenocallis littoralis (Jacq.) Salisb. - Hymenocallis lobata Klotzsch - Hymenocallis longibracteata Hochr. - Hymenocallis maximilianii T.M.Howard | - Hymenocallis multiflora Vargas - Hymenocallis occidentalis (Leconte) Kunth - Hymenocallis ornata (C.D.Bouché) M.Roem. - Hymenocallis ovata (Mill.) M.Roem. - Hymenocallis palmeri S.Watson - Hymenocallis partita Ravenna - Hymenocallis phalangidis Bauml - Hymenocallis pimana Laferr. - Hymenocallis portamonetensis Ravenna - Hymenocallis praticola Britton & P.Wilson - Hymenocallis proterantha Bauml - Hymenocallis pumila Bauml - Hymenocallis puntagordensis Traub - Hymenocallis pygmaea Traub - Hymenocallis rotata (Ker Gawl.) Herb. - Hymenocallis schizostephana Worsley - Hymenocallis sonorensis Standl. - Hymenocallis speciosa (L.f. ex Salisb.) Salisb. - Hymenocallis tridentata Small - Hymenocallis tubiflora Salisb. - Hymenocallis venezuelensis Traub - Hymenocallis woelfleana T.M.Howard |